# مارک-کوین گولنر
 مارک-کوین گولنر (انگلیسی: Marc-Kevin Goellner؛ زاده ۲۲ سپتامبر ۱۹۷۰) یک تنیس‌باز اهل آلمان است.